# Karibische Platte

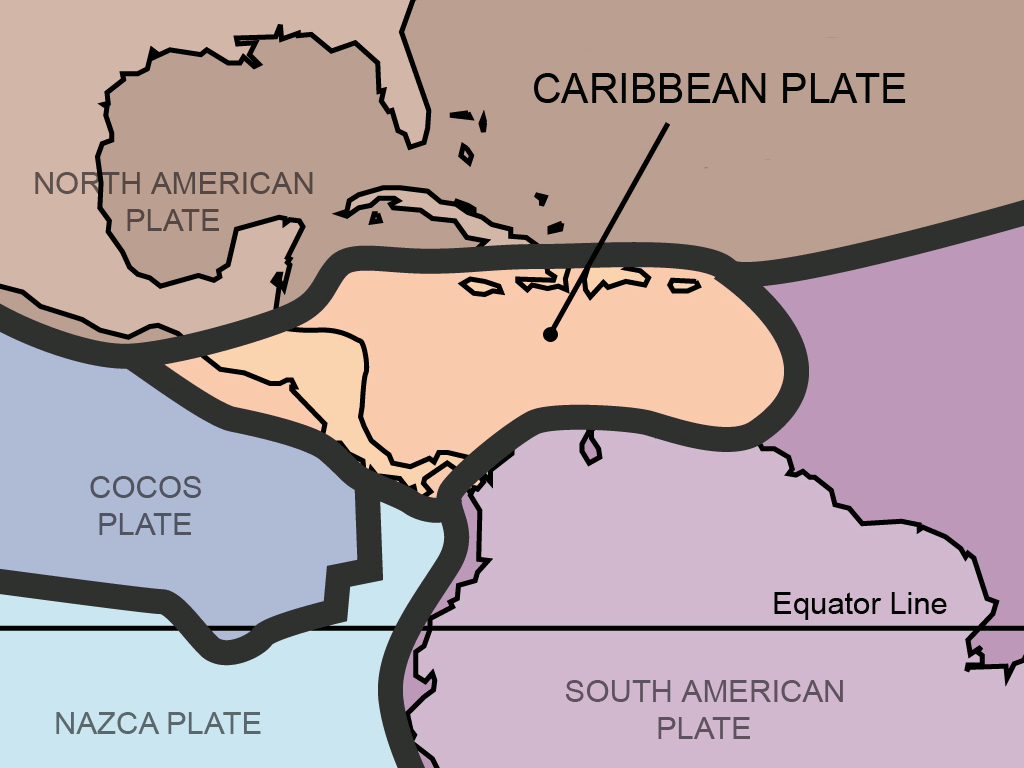
Lage der Karibischen Platte

Die Karibische Platte ist eine hauptsächlich ozeanische tektonische Platte. Sie liegt unterhalb von Zentralamerika und der Karibischen See an der Nordküste Südamerikas.
Die Karibische Platte ist ungefähr 3,2 Mio. Quadratkilometer groß und somit eine mittelgroße Platte. Sie ist von der Nordamerikanischen Platte im Norden, der Südamerikanischen Platte im Osten und Südosten, der Nazca-Platte im Südwesten und der Kokos-Platte im Westen umgeben. An ihren Grenzen kommt es oft zu seismischen Aktivitäten, häufigen Erdbeben sowie gelegentlichen Tsunamis und vulkanischen Ausbrüchen.

## Grenztypen
Die südliche Grenze der Nordamerikanischen Platte verläuft entlang der Grenze von Belize, Guatemala und Honduras in Zentralamerika, nördlich des Kaimangrabens und der Süd-Ost-Küste Kubas, weiter nördlich entlang an Hispaniola, Puerto Rico und den Jungferninseln vorbei. Ein Teil des Puerto-Rico-Grabens, der tiefste Teil des Atlantischen Ozeans (ungefähr 8.400 Meter tief), liegt ebenfalls an dieser Grenze.
Die östliche Grenze ist eine Subduktionszone. Die Grenze zwischen der Nord- und Südamerikanischen Platte im Atlantik ist undefiniert, weshalb es unklar ist, ob eine oder möglicherweise beide unter die Karibische Platte tauchen. Subduktionen bilden die vulkanischen Inseln der Inselbögen der Kleinen Antillen von den Jungferninseln im Norden und zu den Inseln abseits von der Küste Venezuelas im Süden. An dieser Grenze liegen 17 aktive Vulkane. Die aktivsten sind: Soufrière Hills auf Montserrat, Montagne Pelée auf Martinique, La Grande Soufriére auf Guadeloupe, Soufriére Saint Vincent auf St. Vincent und der unterseeische Vulkan Kick-’em-Jenny, der ungefähr 10 km nördlich von Grenada liegt.
Entlang des geologischen Komplexes der südlichen Grenze bewegen sich die Karibische Platte und die Südamerikanischen Platte aneinander. Dabei werden Trinidad (auf der Südamerikanischen Platte) und Tobago (auf der Karibischen Platte) sowie Inseln abseits der Küste von Venezuela (einschließlich der Inseln unter dem Winde) und Kolumbien gebildet. Die südliche Grenze ist zum Teil das Ergebnis einer Subduktion.
Zentralamerika liegt auf dem westlichen Anteil der Platte. Die Cocosplatte im Pazifischen Ozean liegt unter der Karibischen Platte, gerade abseits von der westlichen Küste Zentralamerikas. Diese Subduktion bildet die Vulkane von Guatemala, El Salvador, Nicaragua und Costa Rica.

## Der Ursprung
Man glaubt, dass die Karibische Platte eine große Magmatische Großprovinz (engl.: large igneous province, LIP) ist, die vor mehreren Mio. Jahren den Pazifischen Ozean bildete. Als der Atlantische Ozean sich ausdehnte, wurden Nord- und Südamerika nach Westen geschoben, und der Boden des Pazifischen Ozeans begann unter die westlichen Kanten des amerikanischen Kontinents zu tauchen. Die Karibische Platte ist dicker und liegt höher als der Rest des Bodens des Pazifischen Ozeans. Anstatt sich über den Boden des Atlantischen Ozeans hinwegzusetzen, bewegt sie sich in den Osten nach Nord- und Südamerika. Mit der Bildung des Isthmus von Panama vor ungefähr 3 Mio. Jahren verlor die Karibische Platte endgültig die Verbindung zum Pazifik. Ähnliche Überlegungen gibt es auch für die Scotia-Platte, die am südlichen Ende der Südamerikanischen Platte liegt und ähnlich geformt ist. Nach neueren Forschungsergebnissen gibt es jedoch Hinweise, dass dieser Lückenschluss der Karibischen Platte bereits vor 13 bis 15 Millionen Jahren im mittleren Miozän stattfand.